# 葉室和親
葉室 和親（はむろ かずちか、1949年4月15日 - ）は日本の外交官。駐トンガ特命全権大使、東京大学理学博士。

## 人物
熊本県出身。1979年東京大学大学院理学系研究科博士課程を修了し理学博士号取得。博士論文は「東伊豆単成火山群の地質と岩石」英語: (Geology and petrology of the Higashi-Izu monogenetic volcano group)。1980年外務省入省。ジュネーブ軍縮会議日本政府代表部一等書記官時には大陸棚限界委員会（CLCS）委員も務めた。外務省経済局経済安全保障課海洋室長、在ニューヨーク日本国総領事館領事を経て、2010年から国際連合日本政府代表部参事官、2012年から駐トンガ特命全権大使。2013年3月にはトンガのシアレアタオンゴ・トゥイバカノ首相との間で15億7300万円を限度とする無償資金協力「マイクログリッドシステム導入計画」の交換公文への署名を行った。2023年、瑞宝中綬章受章。

## 同期入省
- 末松義規（12年内閣府副大臣・96年衆議院議員）
- 石井正文（17年インドネシア大使・13年国際法局長）
- 大村昌弘（17年フィジー大使）
- 川村裕（20年ノルウェー大使・18沖縄大使・14年コートジボワール大使）
- 越川和彦（16年JICA副理事長・14年スペイン大使・12年官房長）
- 鈴鹿光次（16年アフガニスタン大使）
- 鈴木康久（18年ニカラグア大使・16年レオン総領事）
- 山田文比古（08年東京外国語大学教授）
- 片上慶一（17年イタリア大使・16年外務審議官（経済担当））
- 北野充（14年ウィーン代表部大使・12年軍縮不拡散・科学部長・19年アイルランド大使）
- 石川和秀（14年フィリピン大使・12年南部アジア部長）
- 藤原聖也（14年アルジェリア大使）
- 山崎純（18年シンガポール大使・15年スウェーデン大使・14年儀典長）
- 渡邉正人（17年ブルガリア大使・15年バングラデシュ大使）
- 堀之内秀久（19年オランダ大使・16年カンボジア大使・14年ロサンゼルス総領事）
- 野田仁（18年ルーマニア大使・15年エクアドル大使）
- 髙橋礼一郎（18年オーストラリア大使・15年ニューヨーク総領事・11年アフガニスタン大使）
- 井出敬二（17年北極担当大使・13年クロアチア大使）
- 小原雅博（15年東京大学法学部教授・13年上海総領事）
- 須永和男（19年カタール大使・16年ASEAN大使）
- 姫野勉（17年ガーナ大使）
- 平石好伸（17年チリ大使・14年ジンバブエ大使）
- 水谷章（19年オーストリア大使・17年立命館アジア太平洋大学教授）
- 齊藤貢（18年イラン大使・15年オマーン大使）